# Hans Richter (Literaturwissenschaftler)
Hans Richter (* 2. Dezember 1928 in Reichenberg, Tschechoslowakei; † 11. Dezember 2017 in Jena) war ein deutscher Germanist und Hochschullehrer.

## Leben und Werk
Hans Richter studierte ab 1949 Germanistik, promovierte 1957 zum Dr. phil. 1960 wurde er an der Universität Jena mit der Wahrnehmung einer Dozentur für Deutsche Sprache und Literatur beauftragt. 1965 wurde er Dozent am Germanistischen Institut und 1968 Professor für Deutsche Literatur. 1991 erfolgte seine Invalidisierung.

## Schriften (Auswahl)
- Einsatz und Anfangshöhe der Kellerschen Novellistik. Jen 1957.
- Gottfried Kellers frühe Novellen. Berlin 1960.
- Das lyrische Werk Louis Fürnbergs. Jena 1964.
- Schriftsteller und literarisches Erbe- Berlin 1976.
- Verwandeltes Dasein, Berlin, Weimar 1987.